# Schlossinsel (Köpenick)

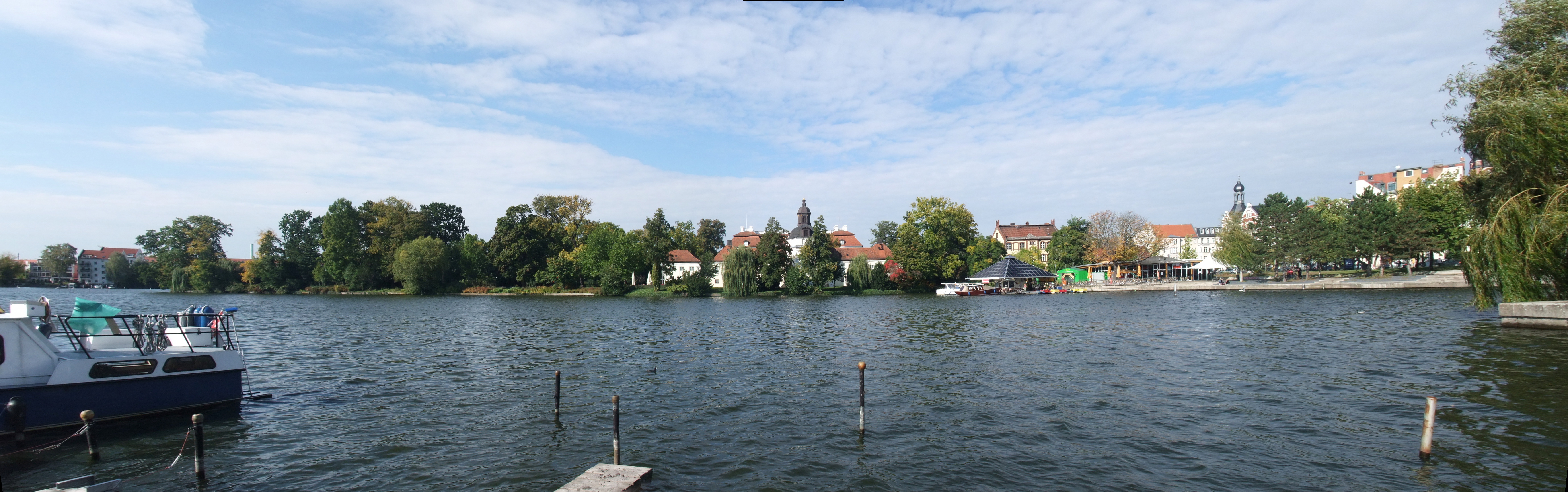
Blick von der Breiten Gasse im Kiez über den Frauentog nach Westen auf die Schlossinsel Berlin-Köpenick

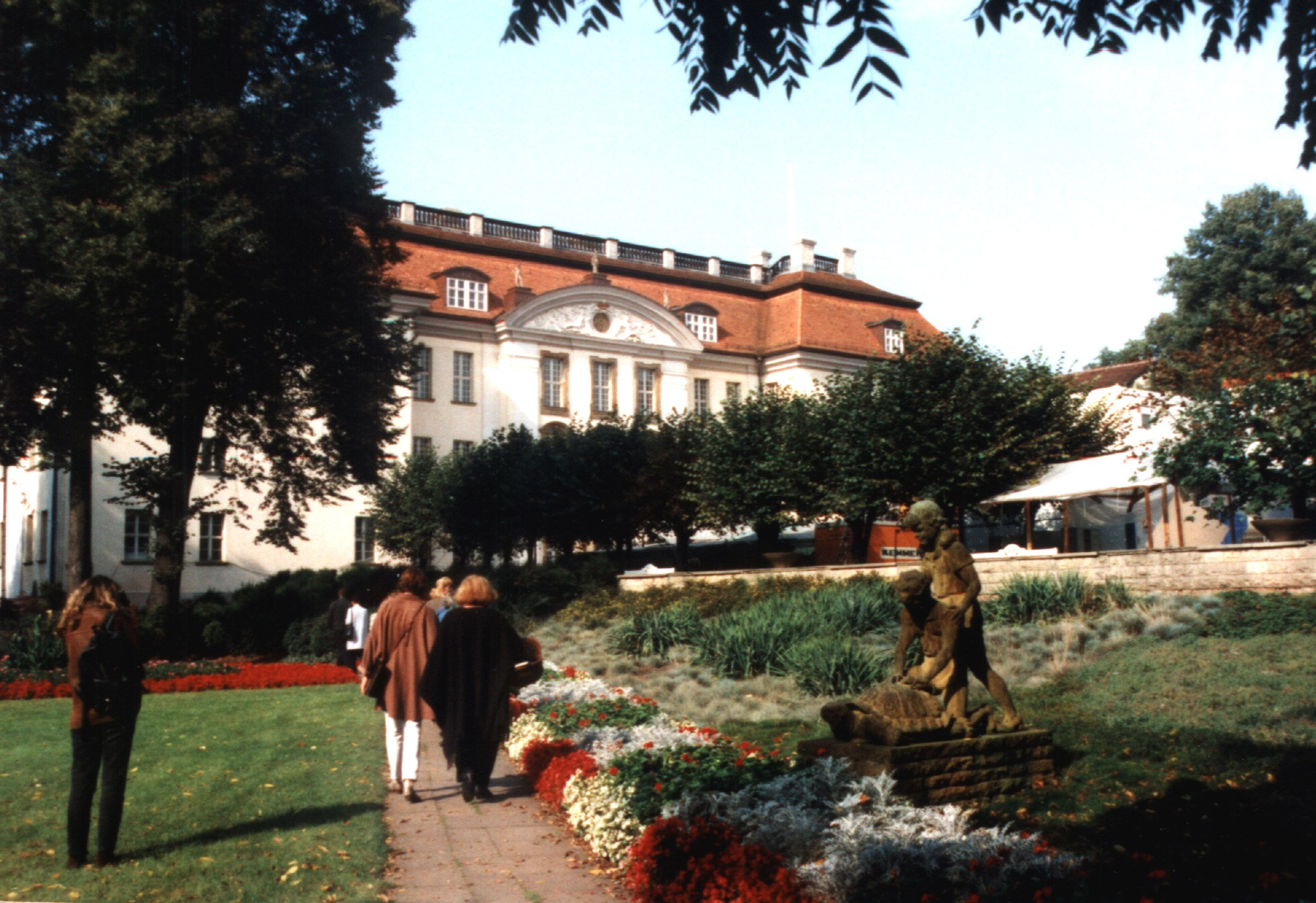
Ansicht des Schlossparks und des Schlosses

Die Köpenicker Schlossinsel ist eine Insel in der Dahme kurz vor deren Einmündung in die Spree im Berliner Ortsteil Köpenick. Sie besitzt eine Fläche von zirka 6 Hektar. Auf der Insel befinden sich das Köpenicker Schloss und der Schlosspark. Eine Brücke verbindet sie mit der größeren, nördlich gelegenen Insel, auf der sich im Schutze einer Burg der Ort Köpenick (heute Köpenicker Altstadt) entwickelte.
Im Osten gegenüber einer Bucht an der Dahme hatte sich im 13. Jahrhundert eine slawische Fischersiedlung (vicus Kytz) entwickelt (erstmals im Landbuch der Mark Brandenburg urkundlich erwähnt). Diese diente den Burgherren als Siedlung für die Bediensteten.
Die Dahmebucht trägt die Bezeichnung Frauentog (für Frauenzug),  die sich auf eine alte Sage bezieht, nach der Fischerfrauen in der Notzeit des Dreißigjährigen Krieges dort einen reichen Fischzug machten.

## Slawischer, wettinischer und askanischer Besitz
Ihre günstige Lage auf dem Wasserweg machte die Insel frühzeitig zu einem besiedelten Ort, wie Funde aus der Jungsteinzeit belegen. Der slawische Stamm der Sprewanen, der der Stadt mit Copnic (Inselort) den Namen gab, befestigte die Insel mit einer Burg. Mitte des 12. Jahrhunderts befanden sich hier die Hauptburg und das Machtzentrum des Stammes unter ihrem Fürsten Jaxa von Köpenick, der wahrscheinlich identisch ist mit dem Jaxa, der 1157 in einem entscheidenden Gefecht bei Brandenburg an der Havel dem Askanier Albrecht dem Bären unterlag. Das Jahr 1157 gilt als Geburtsstunde der Mark Brandenburg, die allerdings Köpenick noch nicht einschloss. Jaxa konnte sich, soweit es sich tatsächlich um dieselbe Person handelte, in die Köpenicker Burg zurückziehen.
Angeblich eroberten die Wettiner bereits 1178 die Burg, nach anderer Darstellung hatten sie Köpenick erst seit 1209 in Besitz. Die Vorgänge, die zum Rückzug von Jaxa von Köpenick und etwaigen Nachfolgern Jaxas führten, sind unbekannt. Im Jahr 1209 findet sich die erste Erwähnung in Dokumenten unter dem Namen Copenic. 1239 suchten die askanischen Markgrafen Johann I. und Otto III. die Entscheidung über den Besitz des Teltows und Barnims gegen den Wettiner Markgrafen von Meißen, Heinrich den Erlauchten und den Erzbischof von Magdeburg, Wilbrand von Käfernburg mit dem Schwert. In diesem sechsjährigen Teltow-Krieg schleiften die Askanier 1240 die Burg, mussten sich allerdings wieder zurückziehen und im Gegenzug die Verwüstungen ihrer Besitzungen vor Strausberg durch die Wettiner hinnehmen. 1245 hatten die Askanier die Entscheidung für sich erzwungen. Seit diesem Zeitpunkt gehört die Schlossinsel dauerhaft zu der Mark Brandenburg.

## Kurfürstliches Jagdschloss und Schlosspark

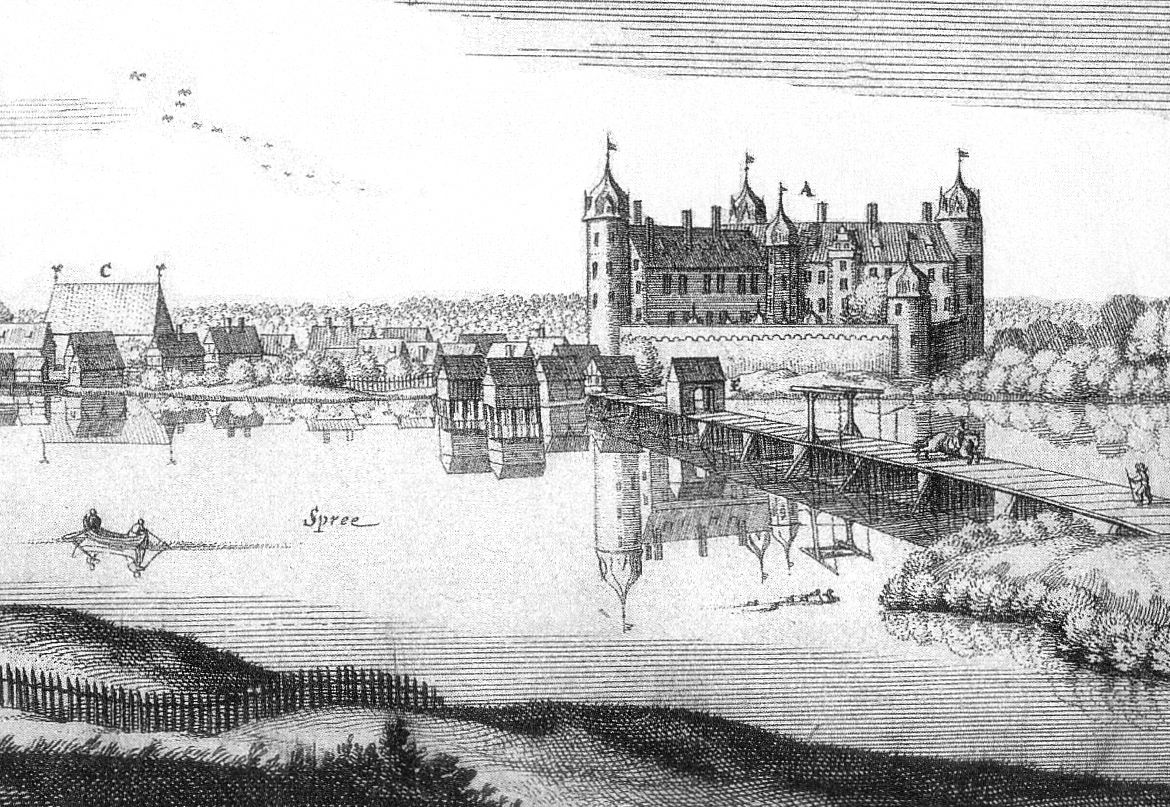
Schloss Köpenick als Kupferstich von Merian um 1652

Der baufreudige aber finanziell klamme Kurfürst Joachim II. von Brandenburg ließ 1558 unter Leitung von Wilhelm Zacharias ein Jagdschloss im Renaissancestil errichten, das aber 1688 wiederum abgerissen wurde. Prinz Friedrich, der Thronfolger des amtierenden Kurfürsten und spätere Friedrich III., initiierte 1688 den Bau des heutigen Schlosses Köpenick. Er gewann dazu den niederländischen Maler und Baumeister Rutger von Langerfeld als Architekten.
Auf der Schlossinsel befinden sich weitere Gebäude, so die 1682 bis 1685 nach Entwürfen des Baumeisters Johann Arnold Nering errichtete barocke Schlosskapelle, die von niedrigen Wirtschaftsgebäuden eingefasst ist. In der Kapelle werden neben den Gottesdiensten auch Konzerte zu Gehör gebracht. Der schöne Schlosspark, gleichzeitig mit der ersten Bebauung durch Aufschüttung angelegt, war ursprünglich ein Barockgarten, der nach alten Ansichten und Plänen beidseitig einer nach Süden verlaufenden Mittelachse mehrere Broderieparterres zeigte und eingefasst war von Alleen an den Uferwegen an der Dahme und dem Frauentog, der östlich der Insel gelegenen Dahmebucht. Der Schlosspark wurde auch bei den Neu- und Umbauten immer wieder verändert. Letztmals erfolgte 1963/64 eine umfassende Änderung, man fügte eine Freilichtbühne und eine Freiluftgaststätte ein und ein Schlosscafé wurde in einem historischen Gebäude eröffnet. Zwei Reihen Linden wurden frisch angepflanzt und eine niedrige Mauer trennt nun den bebauten Bereich vom Schlosspark.

## Ausgrabungen

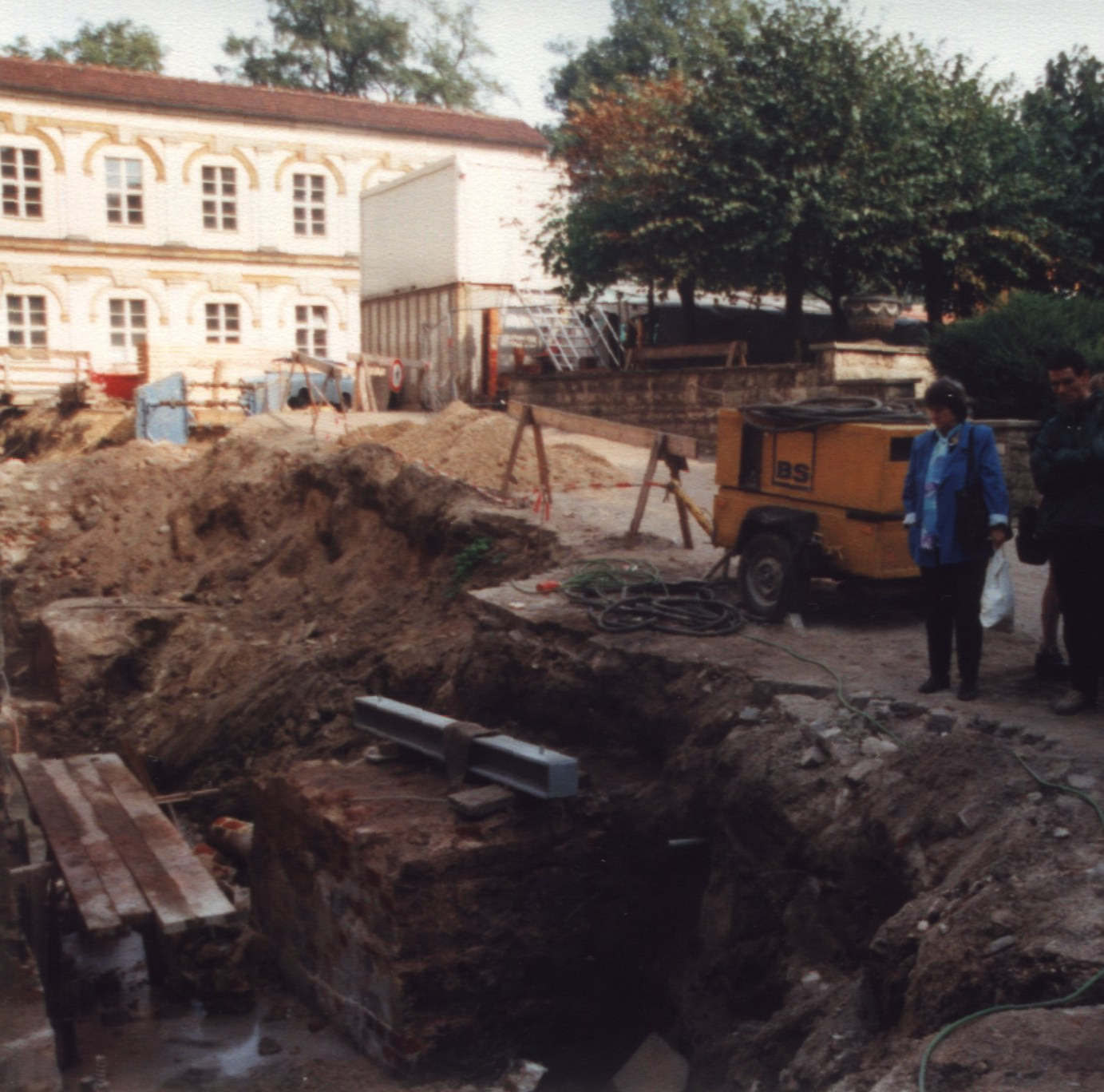
Ausgrabungen 1998 mit verschiedenen Fundamentschichten

Auf der Schlossinsel erfolgten zwischen 1955 und 1958 erste Ausgrabungen, bei den letzten Sanierungen des Schlosses (ca. 1998 bis 2003) auch noch einmal umfangreiche archäologische Grabungen, wobei Reste aller bisherigen Bebauungen freigelegt werden konnten. Interessierten Besuchern war ein Blick darauf möglich.